# グレイホークの政治的区分
最初のグレイホークの政治的区分の一式はゲイリー・ガイギャックスによって1979年に作成され、ダンジョンズ&ドラゴンズ ・ゲーム用のワールド・オブ・グレイホーク・ファンタジー・ゲーム・セッティングのフォリオ版として1980年に出版された。グレイホーク市とその近隣を囲む国／地域がガイギャックスのホーム・キャンペーンから取り入れられたが、ガイギャックスはフォリオ版のために更に国と地域を作成し、その総数は60に至った。
| オーマー              | ファーヨンディ        | アイウーズ帝国        | ポマージ         | 波沫諸島                | ウルル (グレイホーク) |
| アーリッサ            | ジェフ (グレイホーク) | キーオランド          | ラティク         | ステリッチ              | アーンスト伯国        |
| 山賊王国              | グラン・マーチ        | ケト (グレイホーク)   | レル・アストラ   | ストーンフィスト        | アーンスト英公国      |
| ビセル                | 大王国                | 島嶼連合              | 荒野の流浪者     | サンディ (グレイホーク) | 魔道師の谷            |
| ブラックムアー        | グレイホーク          | メデギア              | 緋色団           | テン (グレイホーク)     | ヴェルナ              |
| ボーン・マーチ        | ハイフォーク          | 北部地域              | シー・バロン     | 虎族遊牧民              | ヴァーボボンク        |
| セレネ (グレイホーク) | 有角団                | ニロンド              | シー・プリンス   | トゥスミット            | 荒野海岸              |
| ダイヴァース          | 氷バーバリアン        | オンウォル            | シールド・ランド | ウレク伯国              | 狼族遊牧民            |
| エクビール            | アイディー            | ペイル (グレイホーク) | 雪バーバリアン   | ウレク英公国            | ヨウマンリー          |
| 凍バーバリアン        | アイアンゲート        | ペレンランド          | 南部地域         | ウレク公国              | ゼイフ                |